# Kuhilassaaret
Kuhilassaaret är en ö i Finland. Den ligger i sjön Päijänne och i kommunen Luhango i den ekonomiska regionen  Joutsa ekonomiska region  och landskapet Mellersta Finland, i den södra delen av landet, 170 km norr om huvudstaden Helsingfors. Öns area är 0,4 hektar och dess största längd är 80 meter i nord-sydlig riktning.  Notera att namnet antyder att det är fråga om flera öar.